# Lista de vereadores de Euclides da Cunha da 2.ª legislatura
Esta é a lista de vereadores de Euclides da Cunha para a legislatura 1951–1954.

## Vereadores
|   | Nome                          | Partido | Observações |
| - | ----------------------------- | ------- | ----------- |
| 1 | Antônio Batista de Carvalho   | PSD     |             |
| 2 | Isaías Ferreira Canário       | PSD     |             |
| 3 | José Bezerra Neto (1951-1954) | PSD     |             |
| 4 | Fulgêncio Carvalho de Abreu   | PSD     |             |
| 5 | Teago Ferreira de Carvalho    | UDN     |             |
| 6 | Joaquim Santana Lima          | UDN     |             |
| 7 | Alvaro Alves dos Santos       | UDN     |             |
| 8 | Raimundo Dantas Lima          | UDN     |             |

## Legenda
| Cor  | Significado          |
| Bege | Presidente da Câmara |
| Azul | Suplente             |

## Composição das bancadas
| Partido | Líder | Bancada | Posição  |
| ------- | ----- | ------- | -------- |
| PSD     |       | 4 / 8   | Governo  |
| UDN     |       | 4 / 8   | Oposição |